# Globaltech
A Globaltech é uma feira de tecnologia, pesquisa e inovação, que acontece no Brasil. 
As duas primeiras edições aconteceram em Porto Alegre, sendo a primeira dos dias 17 a 21 de Maio de 2005 e a segunda dos dias 23 a 28 de maio de 2006. Em ambas ocasiões foram utilizadas as instalações do Centro de Exposições da FIERGS. Participaram dessa feira várias empresas, órgãos públicos e instituições de ensino.
A feira exibe como a tecnologia fará parte de nossas vidas no futuro, como recursos tecnológicos serão implementados em nossa casa, como serão no futuro os recursos de deslocamento pessoal, entre outras aplicações.